# Forbes Graham
Forbes Graham (* um 1980) ist ein US-amerikanischer Musiker (Trompete, Elektronik, Komposition), der sich zwischen Free Jazz, experimenteller und improvisierter Musik bewegt.

## Leben und Wirken
Forbes Graham stammt aus Maryland. Im Alter von neun Jahren hat er mit dem Kornett angefangen und wechselte mit 14 Jahren zur Trompete. Als Jugendlicher beschäftigte er sich mit Konzertmusik und spielte in der Highschool in der dortigen Jazzband, der Marching Band und dem Orchester, um sich dann Hardcore und Metal zuzuwenden. Im College entdeckte er Stockhausen. Nachdem er die Hardcore-Szene verlassen hatte, beschäftigte er sich mit freier Improvisation.
Forbes hat seit Mitte der 2000er-Jahre auf über 30 Tonträgern mitgewirkt, darunter Studioaufnahmen bei Labels wie Metal Blade, Tzadik und Troubleman; u. a. arbeitete er mit Anthony Braxton (Two Compositions (Festival of New Trumpet Music) 2007), Jacob William, Weasel Walter, Dave Rempis, Pandelis Karayorgis und dem Jazz Composers Alliance Orchestra. Er legte auch eine Reihe von experimentellen Soloalben vor, wie Invocation of a Quadrilateral (2007), Lagos Playground (2019), Unbound by Time (2020) und (Some of the) Ten Days (2020), auf denen er mit computergenerierter Klangsynthese, Sampling, Trompete und Perkussion arbeitete. Des Weiteren spielte er mit in verschiedenen Genres mit Musikern wie Steve Lantner, Daughters, Raqib Hassan, Jim Hobbs, Luther Gray und Gruppen wie Erase Errata sowie The One Am Radio. Tom Lord verzeichnet zwischen 2007 und 2021 neun Aufnahmesessions im Bereich des Jazz.  Seine Arbeit umfasst viele Genres, darunter Drum and Bass, Jazz, Neue Musik, Noise und Hip-Hop.
Forbes Komposition „Variations on the Fibonacci Sequence“ wurde von der Greenwall Foundation in Auftrag gegeben und beim Festival of New Trumpet 2007 uraufgeführt. Er hat auch Musik für das New Music/Rock-Ensemble Normal Love geschrieben. Er ist auf zahlreichen Festivals aufgetreten, darunter High Zero und The Wire’s Adventures in Modern Music.
Forbes Graham ist nicht mit dem Jazzpianisten Graham Forbes (1917–1984) zu verwechseln.

## Diskographische Hinweise
- Weasel Walter/Forbes Graham/Greg Kelley/Paul Flaherty: End of the Trail (2008)
- Construction Party: Instruments of Change (Not Two, 2009), mit Dave Rempis, Pandelis Karayorgis, Luther Gray
- Forbes Graham/Jim Hobbs/Tatsuya Nakatini/Victoria Shen: Scarʼs the Limit (2019)
- Another Day, Another Vector (Relative Pitch Records, 2021), mit Cecilia Lopez, Brandon Lopez
- Forbes Graham, Jeb Bishop, Pandelis Karayorgis, Nate McBride, Kresten Osgood: Water Lilies (2021)